# Jim Dvorak
James Peter Dvorak, né le 16 décembre 1948 à New York, est un trompettiste de jazz américain. 

## Biographie
James Peter Dvorak naît le 16 décembre 1948 à New York. Après avoir suivi des cours privés, il fréquente l'école de musique Eastman de 1966 à 1970 et obtient un baccalauréat en musique. Il s'installe ensuite en Angleterre, où il vit pendant plusieurs décennies. Au début des années 1970, il travaille avec Keith Tippett pour la première fois; le duo travaille de nouveau ensemble dans les années 1980 et 1990. Il joue avec Brotherhood of Breath de 1970 à 1975 et avec un groupe appelé Joy à la même époque, et joue avec Louis Moholo au milieu de la décennie. Il dirige ses propres groupes de 1977 à 1982, d'abord Sum Sum Sum (avec Elton Dean, Alan Skidmore et Nick Evans ), puis Dhyana. Dans les années 1980, il travaille avec Dudu Pukwana (en), Brian Abrahams (en), Keith Tippett, Maggie Nicols (en) et Ruthie Smith. En 1989, il rejoint le groupe In Cahoots (en), jouant avec eux pendant la majeure partie des années 1990, et travaille également avec The Dedication Orchestra (en) et avec Marcio Mattos et Ken Hyder (en). Il est membre de Mujician (en), toujours aux côtés de Tippett, à partir de la fin des années 1990. 